# Top Cow Productions
Top Cow Productions è una casa editrice statunitense di fumetti, partner studio della Image Comics, fondata da Marc Silvestri nel 1992 e con sede a Los Angeles, California. In Italia i suoi titoli sono pubblicati da Panini Comics.

## Storia
Durante i primi passi della Image Comics, Marc Silvestri condivideva uno studio creativo con Jim Lee, in cui creò il suo primo fumetto creator-owned, Cyberforce, come parte della prima linea della Image. Dopo aver messo in piedi il proprio studio, la Top Cow Productions si dedicò ad altri fumetti, lanciando Codename: Strykeforce, una nuova serie di Cyberforce e vari spin-off.
La compagnia attrasse molti professionisti dell'industria del fumetto, tra cui Brandon Peterson, lo sceneggiatore Garth Ennis e l'ex redattore della Marvel Comics David Wohl. L'etichetta ha contribuito a lanciare la carriera di vari artisti, tra cui Christina Z., Joe Benitz, Michael Turner e David Finch, alcuni dei quali avevano già lavorato per la Marvel e la DC Comics.
Nel 1996, la Top Cow si distaccò brevemente dalla Image durante una lotta di potere con il cofondatore Rob Liefeld, finché questi non lasciò la compagnia. Nello stesso periodo, la Top Cow aveva iniziato ad abbandonare il genere supereroico per dedicarsi al fantasy. Nuove proposte furono Witchblade, che consacrò Michael Turner, e The Darkness, che permise a Silvestri di tornare al tavolo da disegno. Grazie al successo di Witchblade, la Top Cow fu in grado di espandersi, lanciando Magdalena, Aphrodite IX e altri. Silvestri era molto impegnato nella scoperta e nella coltivazione di nuovi talenti e per un certo tempo la TPC fu nota per il suo peculiare stile.
Oltre ai titoli di propria proprietà, la compagnia ha lavorato con gli artisti per titoli di loro proprietà, nello spirito originario della Image Comics. Tra queste, Fathom di Michael Turner, poi trasferita alla Aspen Comics, e l'intera etichetta Joe's comics dedicata a J. Michael Straczynski, con titoli come Rising stars e Midnight nation.
La Top Cow è nota per aver portato Lara Croft, protagonista della serie di videogiochi Tomb Raider, sugli albi a fumetti, prima con albi speciali di Michael Turner, poi con una serie regolare affidata a noti sceneggiatori come Dan Jurgens e Paul Jenkins.
Il cartone animato Battle of the planets è un altro titolo in licenza su cui la Top Cow ha investito, collaborando con il copertinista Alex Ross.
Nel 2006, la Top Cow siglò un accordo con la Marvel Comics che prevedeva da un lato l'uso di personaggi della Marvel, come Wolverine e il Punitore, in crossover della Top Cow, e dall'altro il prestito di artisti della TCP per la Marvel, compreso lo stesso Silvestri; accordo in seguito esteso fino al 2008.
Personaggi della compagnia come Witchblade e Darkness sono stati sfruttati in telefilm, videogiochi e cartoni animati.

## Principali titoli pubblicati
- Aphrodite IX
- Ascension
- Ballistic
- Battle of the planets
- Berserker
- Blood Legacy
- Butcher Knight
- City of Heroes
- Codename: Strykeforce
- Common grounds

- Cyblade
- Cyberforce
- The Darkness
- Down
- Dragon Prince
- EVO
- Fathom
- Freshmen
- Hunter-Killer
- Impaler
- Kin

- The Magdalena
- Madame Mirage
- Midnight nation
- The Necromance
- Nive Volt
- No Honor
- Proximity Effect
- Ripclaw
- Rising Stars
- Soul Saga

- Spirit of Tao
- Strykeforce
- Tomb Raider
- Tracker
- Universe
- Velocity
- V.I.C.E.
- Wanted
- Weapon Zero
- Witchblade

## Edizioni italiane
In Italia, parte delle serie originali sono state tradotte prima da Star Comics e, dal 1997, da Panini Comics sotto l'etichetta Cult Comics, su collane antologiche da edicola come Witchblade/Darkness, Witchblade magazine, Tomb Raider magazine e Fathom e in volumi della serie 100% Cult Comics.